# Доксинг
До́ксинг (также деанонимиза́ция, деано́н или проби́в) (англ. doxing или doxxing, от сокр. docs — документы) — поиск и/или публикация персональной или конфиденциальной информации о человеке без его согласия. Эти действия не всегда незаконны, но являются нарушением сетевого этикета и часто запрещены внутренними правилами интернет-сообществ. Причиной доксинга может являться желание шантажировать жертву, отомстить ей или затравить её. Также термин употребляется в отношении сбора чувствительной информации об организациях.

## Этимология
Doxing или doxxing является отглагольным производным от dox, являющимся вариантом написания docs — сокращения английского слова, обозначающего документы (англ. documents). Человек, совершающий доксинг, называется словом «доксер» (англ. doxxer).
По словам Мэта Хонэна, журналиста «Wired», этот неологизм появился в 1990-х годах в хакерской субкультуре. «Скинуть доки» (англ. dropping dox) обозначало отомстить другому хакеру, нарушив его анонимность и разгласив контактные данные, что могло повлечь уголовное преследование со стороны властей за совершённые им преступления.
Термин несёт негативную коннотацию.

## Характеристики
Доксинг обозначает только поиск и публикацию персональной информации, совершённые онлайн. Помимо поиска в открытых архивах и социальных медиа, используется социальная инженерия, хакинг и взлом.
Доксинг является частью современной культуры вигилантизма — хактивизма, но не ограничивается ею и может использоваться в целях приобретения личной выгоды, сведения личных счётов с жертвой, интернет-травли. Интернет-сообщества часто запрещают любую деанонимизацию своих участников другими участниками, иногда даже поиск по предыдущим записям участника может привести к блокировке.
Этичность обнародования персональной информации журналистами и социальными активистами ради общественного блага активно обсуждается в СМИ.
Отдельным явлением доксинга является «doxware» — атака компьютера вирусом, который захватывает личную информацию жертвы с целью последующего шантажа угрозой опубликования этой информации ради получения выкупа. Одним из радновидностей такого вируса является программа-вымогатель.

## История
Доксинг приобрёл известность благодаря действиям участников сообщества 4chan, Геймергейту и антивакцинаторству.
Доксинг является основным видом активности таких групп как «Анонимус», «Фонд борьбы с коррупцией», «WikiLeaks».
В 2013 году после теракта на Бостонском марафоне пользователи сайта «Reddit» при помощи доксинга неверно установили личности подозреваемых в организации взрывов и начали их травлю. Одним из пострадавших оказался студент Сунил Трипатхи, чьё тело позже было найдено в реке. По заявлению семьи, Сунил покончил жизнь самоубийством.
Согласно исследованию цифровой культуры компанией «Майкрософт», Китай находится на первом месте среди стран, чаще всего прибегающих к доксингу, Россия — на втором.

## Уголовное право
Начиная с 2021 года в Гонконге доксинг является уголовным преступлением, и определяется как разглашение частной или непубличной информации о человеке с целью «угрозы, запугивания, харассмента или причинения психологического вреда». Доксинг наказывается лишением свободы на срок до 5 лет со штрафом в размере 1 000 000 гонконгских долларов.